# 青戸あかね
青戸 あかね（あおと あかね、1974年7月11日 - ）は、広島県広島市安佐北区出身の元ハンドボール選手、指導者。

## 経歴
中学まではバスケットボール選手。ハンドボール選手だった父親の影響で、女子ハンドボールの名門・広島山陽女子高校入学後にハンドボールに転向した。1993年高校総体ベスト16。東京女子体育大学に進学し4年時には春秋のリーグ戦、関東大学選手権、全日本大学選手権4冠制覇に貢献。
1997年、地元・広島のイズミに入社し、創部三年のイズミハンドボール部（2001年からクラブチーム・広島メイプルレッズ）に所属。林五卿プレーイングマネージャーからスパルタ教育を受け、小柄ながらガッツ溢れるプレーで林、呉成玉、杉本絵美、大前典子らと1998年から始まる日本ハンドボールリーグ女子、史上初の七連覇、全日本実業団選手権優勝7回、全日本総合選手権優勝7回のチーム黄金期に貢献した。2001年日本ハンドボールリーグ最高殊勲選手賞を受賞する。
一方、全日本（ハンドボール全日本女子）には、イズミに入社した1997年の世界女子ハンドボール選手権アジア予選で初選出され以後、世界選手権、1998年バンコクアジア競技大会などで活躍、チームでも全日本でも主将を務めた。
2006年に気管支疾患を患いコーチ兼任となり、日本リーグはコーチ専任。本格的にコーチ学を勉強するためイズミを退社し、2007年に広島大学大学院教育学研究科生涯活動教育学専攻健康スポーツ教育学専修入学に合格。コーチ兼任選手も続けながら2008年から二年間学究生活を送る。
2009年に現役引退。その後はメイプルレッズのコーチとして活動し、2011年から山陽高等学校で保健体育教師および新設する女子ハンドボール部監督に就任した。